# 9-Borabicyclo(3.3.1)nonane
Le 9-borabicyclo[3.3.1]nonane ou 9-BBN est un borane de formule brute C8H15B1. Il est utilisé en chimie organique comme réactif lors de réactions d'hydroboration. On le trouve généralement sous sa forme dimérisée C16H30B2 qui se rompt en présence de substrats réducteurs. Il se présente sous forme d'un solide incolore dans les conditions standards et est pyrophorique à l'instar des autres boranes.
Sous forme solide, le 9-BBN est présent uniquement sous forme de dimère, ainsi que dans certains solvants organiques ; mais en solution, il peut y avoir aussi un équilibre entre le dimère et le monomère (complexé avec le solvant).

## Synthèse
Le 9-BBN est synthétisé à partir du cycloocta-1,5-diène et du borane dans un solvant tel que l'éther diéthylique. 

Synthèse du 9-BBN

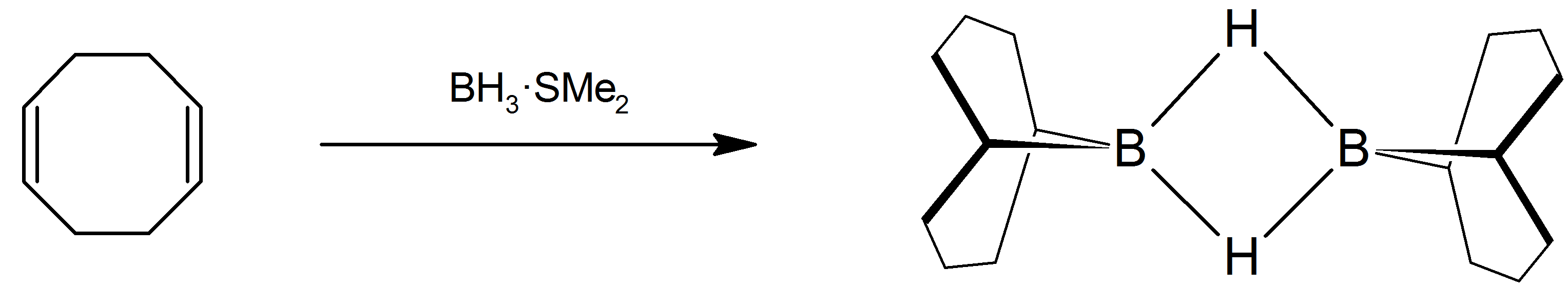
Synthèse de la forme dimérisée

Ce composé est disponible dans le commerce soit sous forme de solution dans le tétrahydrofurane soit sous forme de solide incolore. Ce réactif est particulièrement utilisé lors de réactions de Suzuki.
Il est également utilisé lors de réactions d'hydroboration où son addition sur les alcènes est hautement régiosélective en augmentant de façon non négligeable le pourcentage de produit anti-markovnikov.